# Хмелище (Псковська область)
Хмелище (рос. Хмелище) — присілок в Усвятському районі Псковської області Російської Федерації.
Населення становить 12 осіб. Входить до складу муніципального утворення Усвятська волость.

## Історія
Від 2015 року входить до складу муніципального утворення Усвятська волость.

## Населення
| 2001 | 2002 | 2010 |
| ---- | ---- | ---- |
| 25   | ↘19  | ↘12  |